# Karl Torley
Karl Torley (ur. 25 listopada 1867 w Soest, zm. 15 grudnia 1938 w Iserlohn) – niemiecki lekarz i paleontolog.

## Życiorys
Po studiach medycznych pracował jako lekarz okrętowy, a od 1896 jako lekarz w Iserlohn. W 1937 w uznaniu zasług naukowych otrzymał medal nadany przez Towarzystwo Senckenbergowskie.

## Działalność naukowa

### Znaczenie w historii nauki
Karl Torley opracował nową metodę preparacji, dzięki której był w stanie wydobywać skamieniałości z bardzo twardych wapieni dewońskich (niem. Massenkalk) Reńskich Gór Łupkowych. Opisał fauny ramienionogów żywetu z okolic miasta Iserlohn, w tym nowy rodzaj Isopoma Torley, 1934 (ramienionóg z rzędu Rhynchonellida).

### Wybrane publikacje
- Fauna des Schleddenhofes bei Iserlohn (1908)[3]
- Brachiopoden des Massenkalkes von Bilveringsen (1934)[2]

## Upamiętnienie
Na jego cześć nazwano kilka taksonów zwierząt kopalnych, między innymi rodzaj dewońskich trylobitów Torleyiscutellum Basse, 2016 oraz kilka gatunków dewońskich ramienionogów, na przykład Eurycolporhynchus torleyi (Schmidt, 1941) i Monticola torleyi Havlíček, 1956 i trylobitów, na przykład Pedinopariops? torleyi Basse & Lemke, 1994.
W Iserlohn, gdzie praktykował, na jego cześć nazwano ulicę.